# コナー・ジャクソン
コナー・シムズ・ジャクソン（Conor Sims Jackson, 1982年5月7日 - ）は、アメリカ合衆国テキサス州オースティン出身の元プロ野球選手。
父親は俳優のジョン・M・ジャクソン。

## 経歴

### プロ入り前
エル・カミーノ・レアル高校を卒業した2000年、クリーブランド・インディアンスから31巡目（全体936位）でドラフト指名を受けたが、これを拒否。契約には至らず。
カリフォルニア大学バークレー校在学時の2003年、48試合 ・ 打率.388 ・ 10本塁打 ・ 44打点 ・ 出塁率.538 ・ OPS 1.213をマーク。パシフィック・テン・カンファレンスのオールスター（一塁手）と、全米大学3rdチーム（三塁手）に選ばれる。

### プロ入りとダイヤモンドバックス時代
2003年6月3日、アリゾナ・ダイヤモンドバックスから1巡目（全体19位）でドラフト指名を受け、6月16日に契約成立。この年からマイナーリーグ（A－級）でプレーを始め、68試合に出場して好成績を挙げ、ノースウェスト・リーグのMVPに輝いた。
2004年はA＋・AAトータルで127試合に出場の上、好成績を挙げる。シーズン終了後、ベースボール・アメリカ誌のマイナーリーグ・オールスター2ndチームに選ばれた他、チーム内の有望株リストで2位にランクされ、ベスト・ストライクゾーン・ディシプリンにも選ばれるなど、順調に成長を遂げる。
2005年は、AAAにステップアップ。93試合 ・ 打率.354 ・ 出塁率.457 ・ OPS 1.010と言うハイレベルな数字を叩き出し、7月10日にはフューチャーズ・ゲームに出場。7月27日、メジャー初昇格。翌28日、シカゴ・カブス戦の7回表に代打として起用されデビューを果たす。この時はファーストフライに倒れたが、30日のカブス戦では六番打者・一塁手としてスタメン起用され、リッチ・ヒル投手からセンター前に初安打を放っている。8月6日のコロラド・ロッキーズ戦では2本塁打を打つなど、40試合に出場して経験を積んだ。シーズン終了後、ダイヤモンドバックスのマイナーリーグ・プレーヤー・オブ・ザ・イヤーに輝く。また、前年に引き続きベースボール・アメリカ誌のマイナーリーグ・オールスター2ndチームに選ばれた他、チーム内の有望株リストで2位にランクされ、ベストヒッター・フォー・アベレージとベスト・ストライクゾーン・ディシプリンに挙げられている。
2006年は、五番打者・一塁手で開幕スタメンを果たす。当時はトニー・クラークという強打の一塁手がいたが、彼は肩の痛みに悩まされ79試合の出場に留まったこともあり、ポジション争いを制し、正一塁の座を獲得。8月には打率.310、9月は.341（OPS.906）と2ヵ月続けて3割をマーク。前半戦打率.272、OPS.772に対して後半戦は打率.312、OPS.850と尻上がりに調子を上げた。
2007年も前年同様の成績を挙げ、安定した打撃で地区優勝に貢献。前半戦打率.266、OPS.765に対して後半戦は打率.308、OPS.926と夏場以降に調子を上げ、特に9月28日のロッキーズ戦ではプレーオフ進出を決定付ける本塁打を放ち、「自分のキャリアにおいて最も価値あるイッパツ」と喜びを爆発させた。ポストシーズンでは6試合に出場して17打数4安打、2打点、1得点、打率.235、出塁率.222、長打率.294。チームはカブスを3連勝で倒してナショナルリーグ・ディビジョンシリーズを勝ち上がったが、リーグチャンピオンシップシリーズではロッキーズに4連敗で敗れ去った。
2008年はオフの間にダイエットとトレーニングに励んで望み、4月14-20日の週に打率.480、3本塁打、10打点、3三塁打、OPS 1.599でプレーヤー・オブ・ザ・ウィークを受賞。6月7日から7月1日まで23試合連続出塁をマーク。その7月1日からは左翼にコンバートされ、21-27日の週に打率.542、3本塁打、7打点、OPS 1.676で二度目のプレーヤー・オブ・ザ・ウィークを受賞。その期間中を含む7月22日から8月2日まで11試合連続安打を放った。9月20日の時点で.293だった打率を、21-24日に4-2-3-3安打の固め打ちで一気に押し上げ、初の3割クリア。対右投手打率.295、対左.315、ホーム.305、アウェー.296、前後半戦ともに.300、得点圏.303と例年にも増して安定感があった。マルチヒットを42回記録、三塁打数と盗塁数はマイナー時代も含めてキャリアハイ。左翼守備もプラス・マイナス・システムによると高く評価され、両リーグ3位にランクされている。なお、3年間（2006-2008）通算の一塁守備はワースト5位評価である。
2009年は5月に真菌症に感染して渓谷熱を患い30試合の出場に終わる。オフにはウィンターリーグに参加。

### アスレチックス時代
2010年7月15日にサム・デメルとのトレードでオークランド・アスレチックスに移籍。
2011年8月31日にトレードでボストン・レッドソックスに移籍。

### ホワイトソックス傘下時代
2012年2月6日、テキサス・レンジャースとマイナー契約を結んだが、開幕前に解雇され、3月31日にシカゴ・ホワイトソックスとマイナー契約を結んだ。メジャー昇格は果たせず、3Aで1年間を過ごした。

### オリオールズ傘下時代
2012年12月5日にボルチモア・オリオールズとマイナー契約を結んだ。
4月14日に、現役引退を表明した。

## 選手としての特徴
大学・マイナー時代から選球眼が良く、ボールカウントの稼ぎ方が上手い。2005年はメジャー初のシーズンで、しかも限られた試合出場にもかかわらず、選んだ四球数が喫した三振数を上回っている。打率が.200しかないのに、出塁率が.303もあるのはそのためである。これにはボブ・メルビン監督も、「常に出塁している印象」と信頼を寄せている。また、コンタクト技能にも長けており、三番打者から六番打者までスマートにこなしつつ、ギャップ（外野手と外野手の間、長打コース）を狙って快打を連発する。ただし、立派な体格に相反して一塁手としてはパワーレスで、打球に伸びはない。走塁センスも欠落しており、守備も下手。一塁以外には三塁手・左翼手としてのプレー経験があるが、いずれにせよ多くは期待できない。今後は、中距離砲のラン・プロデューサー（確実に打点を挙げる打者）としての活躍が期待されている。
シュアな打撃を武器とするコンタクト・ヒッターで、例年安定した数字を刻んでいる。2008年現在もオースティン在住。

## 詳細情報

### 年度別打撃成績
| 年 度     | 球 団     | 試 合 | 打 席 | 打 数 | 得 点 | 安 打 | 二 塁 打 | 三 塁 打 | 本 塁 打 | 塁 打 | 打 点 | 盗 塁 | 盗 塁 死 | 犠 打 | 犠 飛 | 四 球 | 敬 遠 | 死 球 | 三 振 | 併 殺 打 | 打 率 | 出 塁 率 | 長 打 率 | O P S |
| --------- | --------- | ----- | ----- | ----- | ----- | ----- | -------- | -------- | -------- | ----- | ----- | ----- | -------- | ----- | ----- | ----- | ----- | ----- | ----- | -------- | ----- | -------- | -------- | ----- |
| 2005      | ARI       | 40    | 99    | 85    | 8     | 17    | 3        | 0        | 2        | 26    | 8     | 0     | 0        | 0     | 1     | 12    | 0     | 1     | 11    | 6        | .200  | .303     | .306     | .609  |
| 2006      | ARI       | 140   | 556   | 485   | 75    | 141   | 26       | 1        | 15       | 214   | 79    | 1     | 0        | 1     | 7     | 54    | 2     | 9     | 73    | 18       | .291  | .368     | .441     | .809  |
| 2007      | ARI       | 130   | 477   | 415   | 56    | 118   | 29       | 1        | 15       | 194   | 60    | 2     | 2        | 2     | 3     | 53    | 2     | 4     | 50    | 8        | .284  | .368     | .467     | .835  |
| 2008      | ARI       | 144   | 612   | 540   | 87    | 162   | 31       | 6        | 12       | 241   | 75    | 10    | 2        | 1     | 3     | 59    | 3     | 9     | 61    | 14       | .300  | .376     | .446     | .822  |
| 2009      | ARI       | 30    | 110   | 99    | 8     | 18    | 4        | 0        | 1        | 25    | 14    | 5     | 0        | 0     | 0     | 11    | 0     | 0     | 16    | 1        | .182  | .264     | .253     | .516  |
| 2010      | ARI       | 42    | 172   | 151   | 19    | 36    | 11       | 0        | 1        | 50    | 11    | 4     | 1        | 0     | 1     | 20    | 2     | 0     | 18    | 3        | .238  | .326     | .331     | .657  |
| 2010      | OAK       | 18    | 69    | 57    | 6     | 13    | 2        | 0        | 1        | 18    | 5     | 2     | 0        | 0     | 0     | 11    | 1     | 1     | 9     | 2        | .228  | .362     | .316     | .678  |
| '10計     | OAK       | 60    | 241   | 208   | 25    | 49    | 13       | 0        | 2        | 68    | 16    | 6     | 1        | 0     | 1     | 31    | 3     | 1     | 27    | 5        | .236  | .336     | .327     | .663  |
| 2011      | OAK       | 102   | 368   | 333   | 30    | 83    | 17       | 1        | 4        | 114   | 38    | 3     | 1        | 0     | 2     | 30    | 0     | 3     | 50    | 12       | .249  | .315     | .342     | .658  |
| 2011      | BOS       | 12    | 22    | 19    | 2     | 3     | 0        | 0        | 1        | 6     | 5     | 0     | 0        | 0     | 1     | 2     | 0     | 0     | 3     | 1        | .158  | .227     | .316     | .543  |
| '11計     | BOS       | 114   | 390   | 352   | 32    | 86    | 17       | 1        | 5        | 120   | 43    | 3     | 1        | 0     | 3     | 32    | 0     | 3     | 53    | 13       | .244  | .310     | .341     | .651  |
| 通算：7年 | 通算：7年 | 658   | 2485  | 2184  | 291   | 591   | 123      | 9        | 52       | 888   | 295   | 27    | 6        | 4     | 18    | 252   | 10    | 27    | 291   | 65       | .271  | .351     | .407     | .757  |

- 2011年度シーズン終了時

## 参考資料
1. ↑  “Conor Jackson finds role of lifetime”. Boston Herald. (2008年6月25日) 2022年2月8日閲覧。
2. 1 2  “Conor Jackson: Biography and Career Highlights ｜ Baltimore Orioles” (英語). dbacks.com. 2008年12月17日閲覧。
3. ↑  “Conor Jackson Transactions” (英語). The Baseball Cube. 2008年12月17日閲覧。
4. 1 2 3 4  “Conor Jackson Awards” (英語). The Baseball Cube. 2008年12月15日閲覧。
5. ↑  Kevin Goldstein (2005年2月14日). “Top Ten Prospects: Arizona Diamondbacks” (英語). BaseballAmerica.com. 2008年3月27日閲覧。
6. ↑  “Awards/Honors:” (英語). MiLB.com. 2008年3月27日閲覧。
7. ↑  Kevin Goldstein (2005年12月7日). “Top Ten Prospects: Arizona Diamondbacks” (英語). BaseballAmerica.com. 2008年3月27日閲覧。
8. 1 2  『月刊スラッガー 2006年12月号』日本スポーツ企画出版社、43 , 92頁頁。
9. ↑  “2006 Batting Splits” (英語). ESPN. 2008年12月17日閲覧。
10. ↑  “2007 Batting Splits” (英語). ESPN. 2008年12月17日閲覧。
11. ↑  『月刊スラッガー 2007年12月号』日本スポーツ企画出版社、88頁頁。
12. ↑  “2008 Batting Splits” (英語). ESPN. 2008年12月17日閲覧。
13. ↑  “Conor Jackson 2008 Batting Gamelogs” (英語). Baseball-Reference. 2008年12月17日閲覧。
14. ↑  スラッガー編集部　「週間MVP受賞者」『月刊スラッガー No.128 , 2008年12月号』日本スポーツ企画出版社、49頁頁。
15. ↑  “2008 Plus/Minus Leaders” (英語). Fielding Bible. 2008年12月20日閲覧。
16. ↑  “2006-2008 Plus/Minus Leaders” (英語). Fielding Bible. 2008年12月21日閲覧。
17. ↑  https://www.espn.com/blog/dallas/texas-rangers/post/_/id/4877995/rangers-sign-conor-jackson-joe-beimel
18. ↑  http://chicago.sbnation.com/chicago-white-sox/2012/3/31/2916326/conor-jackson-white-sox-minor-league-deal-charlotte
19. ↑  Orioles Notes: Conor Jackson, Swisher, Novak MLBTradeRumors.com
20. ↑  Conor Jackson Retires
21. 1 2  “Conor Jackson - Scouting Report” (英語). sportsnet.ca. 2008年3月27日閲覧。
22. ↑  『月刊スラッガー 2008年4月号』日本スポーツ企画出版社、82 - 83頁頁。
23. ↑  『ウェルカム・メジャーリーグ 2008』白夜書房〈白夜ムック 315〉、202 - 205頁頁。ISBN 978-4861913983。
24. ↑  “Conor Jackson - Pecota” (英語). BaseballProspectus.com. 2008年3月27日閲覧。
25. ↑  出野哲也　「2008 一塁手&DHランキング」『月刊スラッガー No.122 , 2008年6月号』日本スポーツ企画出版社、19頁頁。